# 石田徳次郎
石田 徳次郎（いしだ とくじろう、1918年12月3日 - 1990年3月28日）は、日本の経営者。京都府京都市出身。

## 経歴
1939年1月に石田旭山印刷取締役に就任し、1941年に同志社大学法学部政治学科を卒業。1943年に大日本スクリーン製造専務に就任し、1947年5月には社長に就任。1989年4月に会長に就任。
1963年6月に紺綬褒章を受章し、1980年4月に藍綬褒章を受章。
1990年3月28日心不全のために死去。71歳没。